# Турунов Іван Євдокимович
Туруно́в Іва́н Євдоки́мович (14 квітня 1898, Берегові Сиресі — 5 серпня 1941) — радянський військовик початкового періоду Радянсько-німецької війни, командир 169-ї стрілецької дивізії 18-ї армії Південного фронту, генерал-майор (1940).

## Біографія
Народився 14 квітня 1898 року в селі Берегові Сиресі Симбірської губернії (тепер село Ічалковського району Мордовії) в селянській родині. Росіянин. Член ВКП(б) з 1932 року.
У 1912 році закінчив 2-класне училище в рідному селі, займався лимарством.
У Червоній Армії з лютого 1918 року. Брав участь в Громадянській війні в Росії на Східному та Західному фронтах. У складі партизанського загону воював проти козаків генерала Дутова.
У 1927 році закінчив піхотну школу. Займав посади ад'ютанта командира полку, помічника начальника штаба полку в 24-й Самаро-Симбірській залізній стрілецькій дивізії, командував 44-м стрілецьким полком 15-ї Сиваської стрілецької дивізії. Закінчив Військову академію імені М. В. Фрунзе. Командував 99-ю стрілецькою дивізією Київського ОВО.
Наказом Народного Комісара оборони СРСР № 081 від 10 січня 1940 року призначений командиром 169-ї стрілецької дивізії Київського ОВО.
4 червня 1940 року комбригу Турунову присвоєне військове звання «генерал-майор»
З початком Радянсько-німецької війни 169-та стрілецька дивізія була включена до складу 18-ї армії Південного фронту. Брала участь в оборонних боях на Західній Україні.
На початку серпня 1941 року дивізія прикривала відхід основних сил 18-ї армії з напівоточення поблизу міста Первомайська Миколаївської області, стримуючи наступ мотомеханізованих частин 1-ї танкової групи генерал-полковника Е. фон Клейста з боку первомайських мостів.

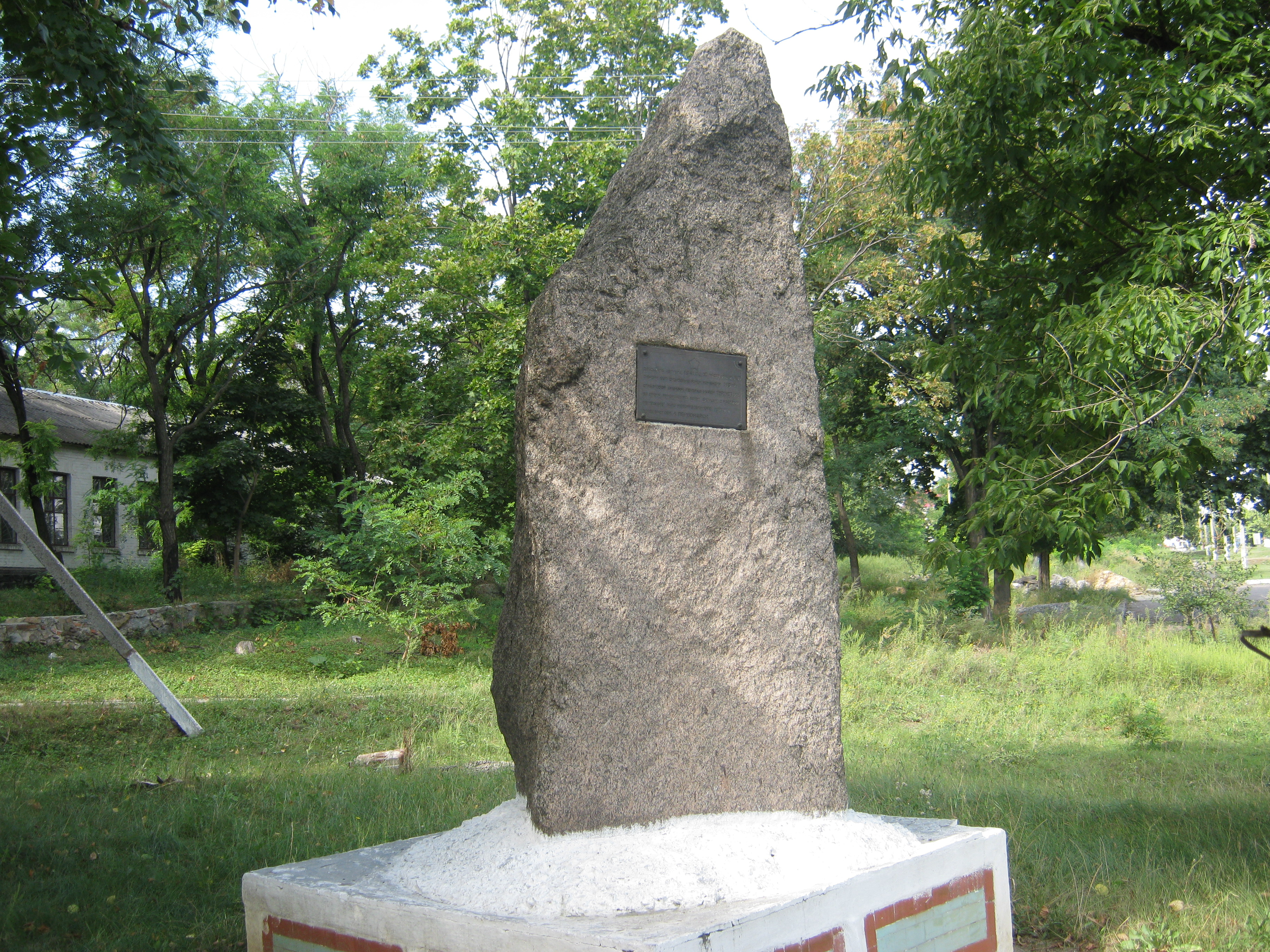
Пам'ятний знак на місці поранення генерала Турунова в Первомайську

3 серпня 1941 року близько 10 ранку, перебуваючи на КП дивізії, генерал-майор І. Є. Турунов був тяжко поранений внаслідок вибуху мінометної міни. Він отримав сліпе осколкове поранення лівого плечового суглоба та правого стегна з пошкодженням кісток тазу. 4 серпня спеціальним літаком доправлений у Харків, до військового шпиталю № 408. Проте, попри всі намагання лікарів, 5 серпня 1941 року генерал-майор І. Є. Турунов помер від анаеробного сепсису (зараження крові). Похований на Лисогорському кладовищі Харкова.

## Нагороди
- Орден Червоного Прапора (5.11.1942, посмертно)[3]
- Медаль «XX років Робітничо-Селянській Червоній Армії»[4]

## Пам'ять
Протягом 1975—2024 років вулиця Донецька у місті Первомайську Миколаївської області носила ім'я Генерала Івана Турунова.
Поблизу колишньої міської рад лікарні № 2 (тепер пологовий будинок) на місці, де був смертельно поранений генерал Турунов, встановлено пам'ятний знак.